# Трамс, Влодзимеж
Влодзимеж Бонифацы Трамс (пол. Włodzimierz Bonifacy Trams, род. 12 мая 1944 года, Варшава, ум. 31 октября 2021 года) — польский баскетболист, игравший на позиции защитника, игрок сборной, участник Олимпийских игр 1968 года.

## Биография
Играл за клуб Легия (Варшава), с которым завоевал медали чемпионатов Польши, кубки Польши и дважды выходил в 1/4 финала Кубка Сапорты.
В 1966—1970 годах играл за сборную Польши. В рядах сборной провёл 118 матчей, добыв 1019 очков. Играл в составе сборной на чемпионате мира 1967 года (5-е место), Олимпийских играх 1968 года (6-е место), чемпионатах Европы 1967 и 1969 (4-е место) годов. На чемпионате Европы 1967 года в Хельсинки сборная Польши завоевала бронзовые медали.
Был в составе Легии на матч против звёзд НБА 4 мая 1964 года. Но на поле не вышел. Легия проиграла матч со счётом 76-96.
Сыграл две игры в составе сборной Европы ФИБА в рамках III фестиваля всех звёзд ФИБА в Антверпене. 1 ноября 1967 года сборная Европы выиграла у мадридского Реала 124-97, во втором, 3 ноября 1967 года, у бельгийского Балл (Мехелен) со счётом 112—101.

## Достижения
На основе, если не указано иначе.

### Клубные
Легия (Варшава)
- чемпион Польши (1963, 1966, 1969)
- вице-чемпион Польши (1968)
- Победитель Кубка Польши (1968, 1970)
- Участник 1/4 финала Кубка обладателей кубков (1969, 1971)
- Чемпион Польши среди юниоров (1963)
- Вице-чемпион Польши среди юниоров (1962)

Баилдон (Катовице)
- Завоевание путёвки в I Лигу (1977)

### Индивидуальные
- Вызов в сборную Европы FIBA на III фестиваль FIBA в Антверпене (1967)
- Включение в баскетбольную галерею славы Легии (Варшава) (2012)

### Сборная
- бронзовая медаль чемпионата Европы (1967)
- Победитель Кубка Народов (1966 — Франция)
- Победитель турнира «Большой приз Софии» (1967)

### Другое
- Бронзовая медаль «За выдающиеся спортивные достижения» (1967)[6]